# Seznam osobností Athén
Seznam osobností Athén uvádí některé osobnosti spjaté s městem Athény (narodily se v něm, nebo ve městě žily, působily či zemřely).

## Seznam osobností spjatých s Athénami
- Drakón (* cca 650 př. n. l.), řecký státník, první athénský zákonodárce
- Solón (cca 630 př. n. l. – cca 560 př. n. l.), aténský politik, reformátor, jeden z tzv. sedmých mudrců považovaný za zakladatele athénské demokracie, první athénský básník známý podle jména
- Aischylos (cca 525 př. n. l. – 456 př. n. l.), antický dramatik
- Themistoklés (524 př. n. l. – 459 př. n. l.), vůdce Athén v čase řecko-perských válek
- Kimón (cca 510 př. n. l. – 449 př. n. l.), athénský politik a vojevůdce
- Antifón z Atén (5. století př. n. l.), filosof, sofista
- Sofokles (497 př. n. l./496 př. n. l. – 405 př. n. l./406 př. n. l. ), dramatik, autor tragédií, kněz a athénský politik
- Perikles (cca 495 př. n. l. – 429 př. n. l.), politik, řečník a zastánce demokracie
- Feidias (cca 490 př. n. l. – cca 430 př. n. l.), sochař
- Herodotos (cca 484 př. n. l. – 430 př. n. l.), historik, geograf, etnograf a filozof dějin, "otec dějepisu"
- Sokrates (cca 469 př. n. l. – 399 př. n. l.), filozof
- Thukydides (cca 460 př. n. l. – cca 396 př. n. l.), historik
- Antisténes z Atén (455 př. n. l./444 př. n. l. – 368 př. n. l./360 př. n. l.), filozof, Sokratův žák, zakladatel kynismu
- Aristofanes (cca 445 př. n. l. – 380 př. n. l.), nejvýznamnější antický tvůrce komedií
- Isokratés (436 př. n. l. – 338 př. n. l.), řečník
- Xenofón (cca 430 př. n. l. – 355 př. n. l.), řecký spisovatel,
- Platón (428 př. n. l./427 př. n. l. – 347 př. n. l.), filozof, Sokratův žák
- Speusippos (405 př. n. l. – 334 př. n. l.), filozof, Platónův synovec
- Aristoteles (384 př. n. l. – 322 př. n. l.), filozof a polyhistor
- Démosthenés (384 př. n. l. – 322 př. n. l.), athénský státník a řečník
- Herodes Atticus (101 – cca 177), řecko-římský politik, řečník a mecenáš, římský senátor
- Klement Alexandrijský (cca 150 – cca 211 až 216), církevní otec, jeden z nejvýznamnějších řeckých křesťanských učitelů starověku
- Irena (752–803), byzantská císařovna
- Theofano (cca 941 – ?), byzantská císařovna
- Ota I. Řecký (1815–1867), bavorský princ, první řecký král
- Heinrich Schliemann (1822–1890), německý archeolog
- Demetrius Vikelas (1835–1908), obchodník, první předseda Mezinárodního olympijského výboru (1894 – 1896)
- Konstantin I. Řecký (1868–1923), řecký král
- Damaskinos Papandreou (1891–1949), pravoslavný arcibiskup Athén a Řecka, regent a premiér Řecka
- Pavel I. Řecký (1901–1964), řecký král
- Stavros Niarchos (1909–1996), řecký lodní magnát
- Melina Mercouri (1920–1994), herečka, zpěvačka a politička
- Grigoris Bithikotsis (1922–2005), populární zpěvák
- Maria Callas (1923–1977), operní zpěvačka
- Stelios Kazantzidis (1931–2001), zpěvák a symbol Maloasijských Řeků
- Theodoros Angelopoulos (1936–2012), herec a režisér
- Sofie Řecká (* 1938), řecká princezna a španělská královna
- Giorgos Dalaras ) (* 1949), zpěvák řecké hudby, italské opery a latino
- Keti Garbi (* 1963), zpěvačka
- Nikos Dimou (* 1935), řecký spisovatel a filozof
- Stelios Ramfos, současný řecký filozof
- Kostas Axelos (1924–2010), řecký filozof